# Kéky Lajos
Nánási Kéky Lajos (néha Kéki Lajos névváltozatban) (Hajdúnánás, 1879. december 21. – Budapest, 1946. október 29.) irodalom- és színháztörténész, esztéta, a Magyar Tudományos Akadémia levelező (1924), majd rendes (1941) tagja. A pozitivista irodalomtörténeti kutatások kései nemzedékének jeles tagja volt, nevéhez fűződik egy sor 19. századi magyar irodalmi életmű kritikai kiadásának előkészítése.

## Életútja
Magyar–latin szakos tanári, illetve bölcsészdoktori oklevelét 1905-ben szerezte meg a Budapesti Tudományegyetemen. Utolsó tanévében, 1904–1905-ben ösztöndíjasként oktatott a Budapesti Tanárképző Intézet Gyakorló Főgimnáziumában, 1905-től pedig az egyetem esztétikai intézetében, Beöthy Zsolt mellett gyakornokoskodott, illetve a III. kerületi állami főgimnázium helyettes tanára lett. 1906-tól 1915-ig a VIII. kerületi állami főgimnáziumban tanított tovább. 1915-ben magántanári képesítést szerzett a budapesti egyetemen a 19. századi magyar irodalomtörténet tárgyköréből, s 1930-tól haláláig címzetes nyilvános rendkívüli tanárként oktatott az intézményben. Ezzel párhuzamosan, 1917 és 1941 között az Országos Magyar Királyi Színművészeti Akadémia (1919-től Színművészeti Főiskola) tanáraként irodalom- és színháztörténetet adott elő.

## Munkássága
Pozitivista szemléletű irodalomtörténeti kutatásai elsősorban a 19. századi magyar irodalomra, főként a nemzeti romantika korának költészetére irányultak. Behatóan foglalkozott Arany János és Petőfi Sándor epikus költészetével, bevezetővel és jegyzetekkel ellátott kritikai kiadásokban jelentette meg Gvadányi József, Kisfaludy Károly, Tompa Mihály és Jókai Mór műveit, Baksay Sándor irodalmi munkáit és Berczik Árpád színműveit. Áttekintéseket írt a magyar esztétikai irodalom nagyjainak (Beöthy Zsolt, Jánosi Béla, Négyesy László) életművéről is. Jelentős színháztörténeti és ‑elméleti munkássága, valamint nevéhez fűződik a Kisfaludy Társaság történetének első száz évét feldolgozó monográfia is. 1940 és 1943 között az Irodalomtörténeti Közlemények szerkesztője volt.

## Társasági tagságai és elismerései
Tudományos eredményei elismeréseként 1924-ben a Magyar Tudományos Akadémia levelező, 1941-ben rendes tagjává választották, 1940 és 1946 között az irodalomtörténeti bizottság előadója volt. 1917-től a Kisfaludy Társaság munkájában is részt vett, 1920-tól 1930-ig másodtitkári, 1930 után titkári minőségben. Az eddigiek mellett tagja volt a Petőfi Társaságnak, valamint jegyzője a Magyar Irodalomtörténeti Társaságnak.
Először 1908-ban, majd 1915-ben újra átvehette az MTA pénzjutalommal járó Lévay Henrik-díját, 1932-ben pedig a Kisfaludy Társaság Greguss-emlékérmének díjazottja volt.

## Főbb művei
- Szász Károly „Salamon”-ja. Budapest, 1905
- Arany János elbeszélő költészete. Budapest, 1911
- Tompa Mihály. Budapest, 1912
- A magyar verses elbeszélő költészet a XIX. sz. második felében. Budapest, 1912
- Petőfi János vitézének hatása Arany Toldijára. Budapest, 1913
- Jókai Mór: Egy nagy élet apró emlékei; bev., jegyz. Kéki Lajos; Budapest, 1914
- A világirodalom klasszikusai tartalmi ismertetésben; összeáll. Kéki Lajos; Szentgotthárd, 1916 (2. kiadás: 1921)
- Baksay Sándor. Budapest, 1917 Online
- Tanulmányok Arany János epikájáról. Budapest, 1917
- Petőfi, Élet- és jellemrajz. Budapest, 1922
- Beöthy Zsolt. Budapest, 1925
- Gárdonyi Géza. Budapest, 1926
- Vajda János. Budapest, 1927
- A magyar irodalom története. Budapest, 1929
- Jánosi Béla emlékezete. Budapest, 1935
- A Kisfaludy Társaság története 1836–1936. Budapest, 1936
- Négyesy László emlékezete. Budapest, 1937
- A Nemzeti Színház első művésznemzedéke. Budapest, 1937
- A költői jellemrajz XIX. századi irodalmunkban. in: Budapesti Szemle 1944 (1942-ben elhangzott, második akadémiai székfoglalója)

## További irodalom
- Nábrádi Mihály: Kéky Lajos emlékezete. Hajdúnánás, 1990